# 10973 Thomasreiter
A 10973 Thomasreiter (ideiglenes jelöléssel 1210 T-2) a Naprendszer kisbolygóövében található aszteroida. Cornelis Johannes van Houten,  Ingrid van Houten-Groeneveld és Tom Gehrels fedezte fel 1973. szeptember 29-én.